# Choteschiw
Choteschiw (ukrainisch Хотешів; russisch Хотешов/Choteschow, polnisch Chocieszów) ist ein Dorf in der Westukraine in der Oblast Wolyn, Rajon Kamin-Kaschyrskyj etwa 15 Kilometer nordwestlich des Rajonshauptortes Kamin-Kaschyrskyj und 114 Kilometer nördlich der Oblasthauptstadt Luzk westlich des Flusses Turija gelegen.
Am 12. Juni 2020 wurde das Dorf ein Teil neu gegründeten Stadtgemeinde Kamin-Kaschyrskyj; bis dahin bildete es zusammen mit dem Dorf Kotusch (Котуш) die Landratsgemeinde Choteschiw (Хотешівська сільська рада/Choteschiwska silska rada) im Nordwesten des Rajons Wolodymyrez.
Am 17. Juli 2020 wurde der Ort Teil des Rajons Kamin-Kaschyrskyj.

## Geschichte
Der Ort wurde 1597 zum ersten Mal erwähnt und gehörte bis 1793 in der Woiwodschaft Wolhynien zur Adelsrepublik Polen-Litauen. Mit den Teilungen Polens fiel der Ort an das Russische Reich und lag bis zum Ende des Ersten Weltkriegs im Gouvernement Wolhynien.
Nach dem Ersten Weltkrieg kam der Ort 1921 zu Polen (als Hauptort der Gmina Chocieszów im Powiat Kamień Koszyrski, Woiwodschaft Polesien), zu Beginn des Zweiten Weltkriegs wurde er zwischen 1939 und 1941 von der Sowjetunion besetzt. Nach dem Überfall auf die Sowjetunion im Juni 1941 wurde er dann bis 1944 von Deutschland besetzt, dies gliederte den Ort in das Reichskommissariat Ukraine in den Generalbezirk Brest-Litowsk/Wolhynien-Podolien, Kreisgebiet Kamen Kaschirsk.
Nach dem Krieg wurde der Ort der Sowjetunion zugeschlagen. Dort kam das Dorf zur Ukrainischen SSR und seit 1991 ist es ein Teil der heutigen Ukraine.